# Orthodes temperans
Orthodes temperans là một loài bướm đêm trong họ Noctuidae.